# Lesmesodon
Lesmesodon es un género extinto de hienodóntido que vivió durante el Eoceno. Fue encontrado en el sitio fosilífero de Messel en Alemania.